# 海德維爾 (康乃狄克州)
海德維爾（英語：Hydeville）是位於美國康乃狄克州托蘭縣的一個村落。該地的面積和人口皆未知。

## 地理
海德維爾的座標為41°59′35″N 72°16′34″W / 41.99306°N 72.27611°W，而該地的平均海拔高度為191米（即627英尺）。